# Armenia persa
La Armenia persa corresponde al territorio armenio controlado por el Imperio persa a lo largo de la historia. El tamaño de la Armenia persa ha variado a través de la historia.

## Los armenios y el Imperio aqueménida
Después de la caída del Imperio medo en el año 550 a. C. Ciro, el líder de los persas tomó el control del imperio y conquistó Asia Menor y Mesopotamia. El hijo de Ciro, Cambises, siguió a su padre en la campaña de Egipto. Armenia pasó a ser una dependencia de Persia.
Las tropas armenias de caballería e infantería habían tomado parte en la conquista de Ciro de Lidia en el 546 y de Babilonia en el 539. Una rebelión de diez naciones –una de ellas Armenia– estalló contra Persia durante el reinado de Darío I (522-486).

## Los armenios y el Imperio sasánida
Los armenios adoptaron el cristianismo como religión oficial del estado en el año 301. Armenia estuvo dividida entre el Imperio sasánida de Persia y el Imperio romano. El primero estableció el control en el este de Armenia después de la caída del reino Armenio Arsácida en el 428.

### Vartan Mamikonian
Con el aumento de los conflictos entre romanos y sasánidas, Yazdegerd II comenzó a ver el cristianismo como una amenaza política a la cohesión del imperio persa. La conversión al cristianismo por los armenios fue de particular interés para él. Después de una exitosa invasión del Imperio romano de Oriente, Yazdegerd citó a los nobles armenios a Ctesifonte y los convirtió al zoroastrismo. Esto indignó a la población armenia, y bajo la dirección de Vartan Mamikonian un ejército de 66 000 armenios se rebeló contra el Imperio sasánida. Yazdegerd aplacó rápidamente la rebelión en la batalla de Avarayr.

### Consecuencias
El éxito militar de los persas sobre Armenia aseguró que seguiría siendo parte del Imperio sasánida durante varios siglos. Sin embargo, la resistencia armenia no terminó hasta el Tratado de Nvarsak, que garantizó a Armenia más libertad bajo dominación sasánida.

## Los armenios y el Imperio safávida
Debido a su importancia estratégica, Armenia, conquistada por los persas safavidas en 1502, fue constantemente disputada entre el dominio de Persia y de los otomanos. En las guerras turco-persas, cabe destacar que Ereván cambió de manos catorce veces entre 1513 y 1737, en una de esas ocupaciones entre 1582-1583 los turcos reconstruyeron su castillo.
En el año 1604, durante la guerra otomano-safávida el Sah Abás I usó una estrategia militar en el que destruyó todo lo que los otomanos tienían para subsistir- granjas, casas y tierra arrasada, en el valle de Ararat. El antiguo pueblo armenio de Julfa, en la provincia de Najicheván fue tomado a comienzos de la invasión. Desde allí el ejército de Abás ocupó Araratian a través de la llanura. El sha siguió una cuidadosa estrategia, avanzó y se retiró cuando la ocasión lo exigía, decidido a no arriesgar su empresa en una confrontación directa con las fuerzas enemigas más fuertes.
Cuando asediaba Kars, se enteró de la llegada de un gran ejército otomano, al mando de Djghazadé Sinan Pasha. Se retiró y ordenó la destrucción de la mayores ciudades armenias y granjas en la llanura. Como parte de este plan, la población recibió la orden de acompañar al ejército persa en su retirada. Algunas de las 300 000 personas fueron abandonadas a su suerte a la orilla del río Aras. Los que trataron de resistir a la deportación en masa fueron muerto en el acto. El Sah había ordenado la destrucción del único puente, de modo que las personas se vieron obligadas a cruzar las torrentosas aguas, donde una gran cantidad de armenios perecieron ahogados, o arrastrados por las corrientes, antes de llegar a la ribera opuesta. Esto fue sólo el comienzo de su calvario. Un testigo ocular, el padre de Guyan, describe la difícil situación de los refugiados de este modo:
No fue sólo el frío invernal que causaba la tortura y la muerte a los deportados. El mayor sufrimiento vino del hambre. Las provisiones que los deportados habían traído con ellos pronto se consumieron... Los niños estaban llorando por los alimentos o la leche, ninguno de los cuales existía, debido a que las mujeres tenía los senos secos hasta de hambre... Muchas mujeres, hambrientos y agotados, dejaría a sus niños hambrientos en la orilla del camino, y seguiron su camino tortuoso. Algunos podrían ir a los bosques cercanos en busca de algo para comer. Por lo general, que no regrese. Muchas veces los que murieron, sirvieron como alimento para la vida. 
Incapaz de mantener su ejército en la llanura desolada, Sinan Pasha fue obligado a inviernar en Van. Ejércitos que fueron enviados en persecución del Shah en 1605 fueron derrotados, y Abás en 1606 había recuperado todo el territorio que perdió a los turcos a principios de su reinado. La táctica de arrasar la tierra había funcionado, aunque a un costo terrible para el pueblo armenio. De los 300 000 deportados se calcula que menos de la mitad sobrevivió a la marcha a Isfahán. En los territorios conquistados, Abás estableció el kanato de Ereván, un principado musulmán bajo el dominio del Imperio Safávida. Los armenios formaban menos del 20 % de su población como resultado de la deportación de gran parte de la población Armenia del valle Ararat y la región circundante en 1605 por del sah Abás I.

## Armenia durante la Dinastía Kayar
Ereván, durante la Dinastía kayar, sería ocupada por los rusos el 1 de octubre de 1827 durante la guerra ruso-persa (1826-1828), después de dos asedios fallidos en 1804 y 1808.